# Eclissi solare del 30 agosto 1924
L'Eclissi solare del 30 agosto 1924 è stato un evento astronomico che ha avuto luogo il suddetto giorno attorno alle ore 08:23 UTC. Tale evento ha avuto luogo nell'Asia nord orientale, in gran parte della Groenlandia e in alcune aree circostanti. L'eclissi del 30 agosto 1924 divenne la terza eclissi solare nel 1924 e la 56ª nel XX secolo. La precedente eclissi solare si è verificata il 31 luglio 1924, la seguente il 24 gennaio 1925.
Il giorno della luna nuova (novilunio), la differenza tra le distanze apparenti di luna e sole osservate sulla terra è estremamente piccola. In tale momento, se la luna si trova in prossimità del nodo lunare, cioè uno dei due punti in cui la sua orbita interseca l'eclittica, si verifica un'eclissi solare. Quando vi è assenza di ombra e la penombra raggiunge parte dell'estremità settentrionale o meridionale della terra, si verifica un'eclissi solare parziale, che si verifica quindi presso le regioni polari della Terra.

## Percorso e visibilità
Questa eclissi parziale è stata visibile nell'Europa settentrionale e al nord della Groenlandia; nel sud del Canada orientale, in Unione Sovietica orientale (ora Russia), nei territori a nord e nord est della Cina, nella penisola coreana e nelle isole più a sud sotto l'egida del Giappone.

## Eclissi correlate

### Eclissi solari 1921 - 1924
Questa eclissi è un membro di una serie semestrale. Un'eclissi in una serie semestrale di eclissi solari si ripete approssimativamente ogni 177 giorni e 4 ore (un semestre) in nodi alternati dell'orbita della Luna.